# Артабаз I
Артабаз I, сын Фарнака (VI—V века до н. э.) — персидский полководец и сатрап Фригии (Даскилейской сатрапии).

## Биография
По словам Геродота, Артабаз был в числе людей, пользовавшихся наибольшим влиянием на царя Ксеркса I. Во время похода последнего на Грецию возглавлял ополчения среднеазиатских племён — парфян и хорасмиев. Зимой 480—479 годов до н. э. действовал против восставших против персов городов на полуострове Халкидика (побережье Македонии), покорил Олинф и казнил его жителей, но потерпел неудачу при осаде Потидеи. Затем соединился с Мардонием, но в успех его предприятия не верил, против идеи генерального сражения с греками возражал, а во время битвы при Платеях, командуя арьергардом, опоздал (как полагали нарочно) к месту битвы и благополучно ушёл в Персию, что ещё больше укрепило за ним авторитет мудрости и предусмотрительности.
С обнаружением измены Павсания Артабаз I был назначен сатрапом Фригии специально для сношений со спартанским полководцем.